# Vladimír Frajt
Vladimír Frajt (21. února 1895 Slavičín – 2. března 1965 Liberec) byl československý legionář, důstojník a příslušník československé armády v zahraničí během druhé světové války.

## Život

### Před první světovou válkou
Vladimír Frajt se narodil 21. února ve Slavičíně na uherskobrodsku do nezámožné rodiny jako jeden ze šesti sourozenců. Mezi lety 1907 a 1912 studoval na Arcibiskupském gymnáziu v Kroměříži, v roce 1915 pak maturoval kroměřížském gymnáziu státním.

### První světová válka
Po maturitě v roce 1915 byl Vladimír Frajt odveden do c. a k. armády. Absolvoval školu pro důstojníky v záloze a v prosinci téhož roku byl odeslán na ruskou frontu, kde 5. června 1916 padl do zajetí. Již v červenci se přihlásil do srbské dobrovolnické divize, zařazen byl o měsíc později. Na frontu odešel v listopadu 1916. Na jaře 1918 se přesunul do Francie, kde byl zařazen do střeleckého pluku 22 československých legií. Absolvoval kurz pro důstojníky pěchoty v St. Maixent a bojoval na německé frontě. Do Československa se vrátil v srpnu 1919 v hodnosti kapitána.

### Mezi světovými válkami
Vladimír Frajt zůstal po návratu do Československa v armádní službě. Často střídal funkce i posádky a od funkcí velitele roty se postupně propracoval až na post zástupce velitele praporu. Během všeobecné mobilizace v roce 1938 velel jednomu z úseků lehkého opevnění na severní Moravě. Dosáhl hodnosti majora.

### Druhá světová válka

#### Francie
Po německé okupaci v březnu 1939 a rozpuštění československé armády pracoval Vladimír Frajt jako tajemník městského úřadu v Tovačově. Vstoupil do protinacistického odboje v řadách Obrany národa, v prosinci 1939 vyslyšel výzvu manželky a odešel z Protektorátu Čechy a Morava. Přes Slovensko, Maďarsko, Jugoslávii, Turecko a Bejrút se v únoru 1940 dostal do Marseille. V Agde se přihlásil do československé zahraniční armády a byl ustanoven velitelem II. praporu pěšího pluku 22. Absolvoval kurz pro velitele praporů a zúčastnil se bojů ve Francii.

#### Spojené království
Po pádu Francie odplul na konci června 1940 Vladimír Frajt do Velké Británie, kde se postupně vypracoval opět do funkce velitele praporu, kterým byl ustanoven 1. dubna 1942. V srpnu téhož roku byl převelen k náhradnímu tělesu s určením pro výcvikové středisko.

#### Sovětský svaz
V listopadu 1944 byl Vladimír Frajt odeslán do Sovětského svazu. V lednu 1945 se zde stal přednostou Studijního a výcvikového oddělení, v dubnu 1945 pak přednostou školské a výcvikové skupiny 1. oddělení hlavního štábu. Dosáhl hodnosti plukovníka.

### Po druhé světové válce
Po návratu do Československa působil Vladimír Frajt od června 1945 jako styčný důstojník Ministerstva národní obrany u Ministerstva vnitra, od října pak i na hlavním velitelství Sboru národní bezpečnosti. V dubnu 1947 byl ustanoven velitelem pěšího praporu v Olomouci, v dubnu 1949 pak velitelem motorizované brigády. K 31. prosinci téhož roku byl přeložen do výslužby. Po politickém procesu a odsouzení soudem v Brně mu byl snížen důchod. Zemřel po těžké nemoci 2. března 1965 v Liberci.

## Rodina
Vladimír Frajt se v roce 1932 oženil. V roce 1934 se mu narodil syn Milan a v roce 1936 syn Jiří. Po jeho odchodu z protektorátu byla jeho žena uvězněna v internačním táboře Svatobořice, válku ale přežila. Syny vychovávala babička. Jeho bratr František Frajt byl rovněž příslušníkem Obrany národa, v rámci které se zabýval zejména převaděčstvím. Byl vězněn, ale válku přežil. Komunisty byl posléze odsouzen k nuceným pracím.

## Ocenění

### Vyznamenání
- 1922 Československý válečný kříž 1914–1918
- 1922 Československá revoluční medaile
- 1922 Československá medaile Vítězství
- 1922 Srbská medaile Za vojenskou zdatnost
- 1922 Médaille commémorative française
- 1945 Československý válečný kříž 1939
- 1945 Československá medaile za zásluhy
- 1945 Pamětní medaile československé armády v zahraničí

### Posmrtná ocenění
- Dne 11. listopadu 2021 byla Vladimíru Frajtovi i jeho bratrovi Františkovi Frajtovi odhalena ve Slavičíně v ulici Mezi Šenky pamětní deska.[1][2]